# IC 2978
IC 2978 је спирална галаксија у сазвјежђу Велики медвјед која се налази на листи објеката дубоког неба у Индекс каталогу.
Деклинација објекта је + 32° 2' 19" а ректасцензија 11h 56m 23,1s. Привидна величина (магнитуда) објекта IC 2978 износи 14,6 а фотографска магнитуда 15,3. IC 2978 је још познат и под ознакама UGC 6915, MCG 5-28-51, CGCG 157-57, KUG 1153+323, PGC 37515.